# Język hukumina
Język hukumina, także: bambaa, balamata (a. palamata, palumata) – wymarły język austronezyjski z wyspy Buru w indonezyjskiej prowincji Moluki.
W 1989 roku pozostał tylko jeden jego użytkownik (kobieta w podeszłym wieku). Kobieta pamiętała pewne frazy i zdania w tym języku, ale nie komunikowała się w hukumina na co dzień. Według jej słów żadna osoba nie posługiwała się nim od drugiej wojny światowej. Kobieta nie była w stanie podać spójnych danych lingwistycznych, toteż zdołano zebrać jedynie to, co C.E. Grimes nazwał „mieszanką kayeli, buru i jakiegoś innego języka, którym przypuszczalnie jest hukumina”.
Nie potwierdzono, czy był to jeden z autochtonicznych języków wyspy, czy też bliżej niespokrewniony język, który został przyniesiony przez migrantów z regionu Buton (północne-wschodnie Sulawesi). Niegdyś został określony jako dialekt języka buru, lecz dostępne dane wyraźnie sugerują, że był odrębnym językiem.
Nazwa „bambaa” znaczy „nic nie ma”. „Hukumina” to nazwa nieistniejącej już wsi. W literaturze odnotowano także nazwę „palumata”; być może chodzi o odmianę tego samego języka, ale nie jest to jasne.